# 크리티크
<크리티크>(Critique)는 1946년 조르주 바타유가 창간한 월간 문학, 철학, 예술 잡지로, 이후 바타유의 친구인 장 피엘이 50년간 총책을 맡았다. 처음에는 셴 출판사에서 출간된 <크리티크>는 1950년부터 미뉘 출판사로 출판사를 옮겼다.

## 사상의 교차점
조르주 바타유는 1945년 말부터 그에 따르면 "가장 오래된 잡지 중 하나로 17세기 창간된 <주르날 데 사방>이 그 방법으로 삼은, 가장 좋은 책들에서 나온 인간 사유의 정수"를 보여줄 새 잡지를 창간하고자 하였다.
고로 시작부터 <크리티크>는 사상 논쟁을 담을 의도하에, 당대 출판물, 그중에서도 주로 수필에 대한 비평을 다루는 잡지로 출발했다. 미셸 쉬르야의 말처럼, <크리티크>는 "순수 사상, 창작을 위한 잡지가 아닌, 사상서 비평을 위한 잡지였다." 맨 처음 ‘크리티카’Critica라는 제목을 고른 바타유는 초반에 모리스 블랑쇼와 피에르 프레보스트에게 둘러싸였다.
잡지 창간 계획은 다음 해가 되어서야 시작되었으며, 1946년 6월에야 앙리 밀러의 논설이 담긴 창간호가 출간되었다. 바타유는 이후 밀러가 외설로 기소당하자 그를 옹호하게 된다. <크리티크>는 ‘프랑스 및 해외 출판물을 전반적으로 다루는 잡지Revue générale des publications françaises et étrangères’라는 부제목을 가졌다. 또한 바타유가 총책을, 피에르 프레보스트가 편집장을 맡았으며, 편집부에는 모리스 블랑쇼, 알베르 올리비에, 에릭 베유, 쥘 몬로, 피에르 조스랑(국립도서관서 일할 때 바타유의 전 동료)이 있었다. 제2부서는 편집부보다 비교적 규모가 컸으며, 30여명의 직원으로 구성되어 있었는데, 마르셀 아를랑, 레몽 아롱, 루이 드 브로이, 르네 샤르, 르네 위그, 알렉상드르 쿠아레, 마리오 프라즈, 폴 리베, 장 발 등이 속해 있었다. 피에르 프레보스트 이후, 에릭 베유가 편집장이 되었으며, 뒤이어 장 피엘이 편집장을 맡게 된다.